# Rie Muñoz
Rie Muñoz (Van Nuys, California, 17 de agosto de 1921 - Juneau, Alaska, 6 de abril de 2015), nacida Marie Mounier, fue una artista estadounidense y educadora de la Oficina de Asuntos Indios.

## Trayectoria

### Formación
Muñoz, nacida Marie Mounier, nació en Van Nuys, California. Siendo niña, su familia se mudó a Países Bajos. Rie y su hermano fueron devueltos a los Estados Unidos por sus padres antes del estallido de la Segunda Guerra Mundial, donde vivieron con amigos de la familia. Los padres tenían la intención de seguirles, pero se produjo la invasión alemana de los Países Bajos y no pudieron irse en siete años. En Estados Unidos, Muñoz estudió arte en la Universidad Washington y Lee. Viajó a Juneau, Alaska, en 1951, y se enamoró del Sudeste de Alaska por lo que decidió quedarse.

### Trayectoria profesional
El trabajo de Muñoz se centró en acuarelas y grabados sobre la vida de Alaska. La artista enseñó en una escuela en la Alaska rural y trabajó como escritora y dibujante para el Imperio Juneau. Trabajó como conservadora de museo, además de su trabajo como artista a tiempo completo. Su arte ha sido expuesto en museos fuera de Alaska, incluyendo el Museo de Arte Frye en Seattle. Recibió el doctorado honoris causa en Humanidades de la Universidad de Alaska en mayo de 1999.

### Vida personal
En 1957, Muñoz y su marido Juan Muñoz pasaron un año fuera de Alaska. La pareja vivió en la Mercer Island, Washington, donde él trabajaba como geólogo y tenían una casa cerca de East Channel Bridge. Tras esta etapa regresaron a Alaska. El matrimonio tuvo dos hijos, Felipe y Juan Jr. Felipe murió de cáncer de riñón cuando era niño. La pareja se divorció en 1963 y la artista se estableció posteriormente en Juneau, donde pasó el resto de su vida.
Su nuera, Cathy Muñoz, es miembro de la Cámara de Representantes de Alaska. En 2015 Muñoz murió en Juneau de un derrame cerebral a los 93 años.

## Legado
El trabajo de Muñoz aparece en el Certificado de nacimiento de la herencia de Alaska.